# Медуза (міфологія)
Меду́за, Медуса (грец. Μέδουσα) — одна з найвідоміших горгон, дочок бога моря Форкія та богині глибин Кето. Після перетворення Афіною на страшне чудовисько жила з сестрами на острові в найдальшому океані далеко від земель, заселених смертними. Медуза мала крила, кігті та палаючі очі, а на голові змій замість волосся. Ті, хто її бачив або на кого дивилася вона, перетворювалися на камінь. Персей обезголовив Медузу, з її тіла вийшли воїн Хрісаор і крилатий кінь Пегас. За допомогою голови Медузи Персей перетворив на камінь Атланта, Полідекта і його гостей. З головою Медузи також пов'язується виникнення коралів.

## Медуза в міфах

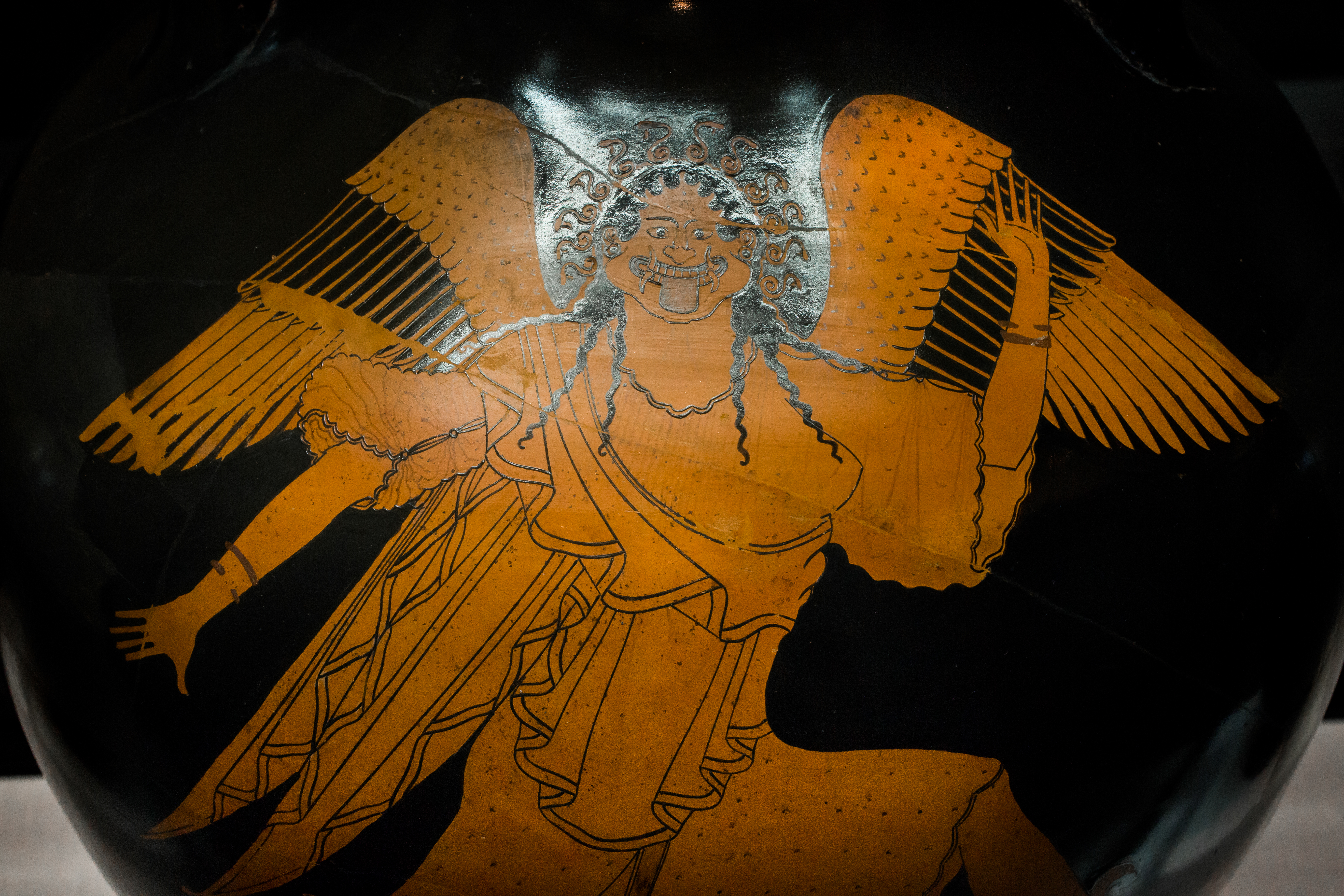
Медуза на античній амфорі

Медуза була однією з трьох горгон, її сестри звалися Сфено та Евріала. Всі вони були дітьми Кето і Форкія, так само як граї, Ладон і Єхидна. Горгони були красунями, проте Афіна покарала Медузу за те, що та вступила у інтимний зв'язок з Посейдоном у її храмі. Афіна перетворила Медузу на крилате кігтисте чудовисько з палаючими очима та зміями замість волосся, чий погляд перетворював людей на камінь. За іншим варіантом, сам вигляд Медузи був настільки потворний, що всі, хто її бачили, кам'яніли.
Персей нерозважливо пообіцяв принести як весільний подарунок Полідекту найкращого коня на світі та голову горгони Медузи. Афіна, дізнавшись про це, вирішила допомогти Персею, розповіла як впізнати Медузу та застерегла не дивитися на чудовисько, а лише на відображення Медузи у відполірованому щиті, який і подарувала героєві. Гермес подарував Персею адамантовий серп, щоб той обезголовив горгону. Решту необхідних речей — крилаті сандалі, чарівну сумку та шапку-неведимку Аїда, Персей повинен був розшукати самотужки в стігійських німф. Для цього він вирушив до грай, що мали один зуб і одне око на трьох. Відібравши їх у грай, Персей змусив їх розповісти де знайти німф. Потім він добув шукані речі в німф і тільки тоді вирушив до горгон.
Персей убив Медузу вночі, коли вона спала, а з її крові з'явилися воїн з позолоченим мечем Хрісаор і крилатий кінь Пегас, якими Медуза була вагітна. Схопивши відрубану голову, Персей кинувся тікати на південь. Сфено та Евріала переслідували героя, але той став невидимим завдяки шапці Аїда.
Потім Персей зупинився в палаці Атланта, який не проявив належної пошани до гостя. За це Персей показав йому голову Медузи, що перетворило Атланта на гору. У подорожі через Лівійську пустелю голову горгони допомагав нести Гермес. Декілька крапель крові Медузи впали на пісок, перетворившись на отруйних змій.
Наприкінці шляху Персей використав голову Медузи, щоб перетворити на камінь морське чудовисько, якому цар Кефей хотів принести в жертву свою дочку Андромеду. Проте це не знадобилося, адже герой обезголовив потвору серпом. Водорості, що лежали в цей час біля голови Медузи, стали коралами. Коли герой повернувся до Полідекта, гості, що зібралися на весілля, не повірили його розповіді та стали насміхатися з Персея. Тоді він вийняв голову Медузи і всі присутні закам'яніли — згодом коло каменів на острові Серіфос вважалося нагадуванням про цей випадок.
Врешті голову Медузи Персей віддав Афіні, а вона прикріпила цю голову до свого щита. За іншим варіантом — шкіру, зідрану з Медузи. Афіна, крім того, зібрала кров горгони у дві піали, які подарувала Асклепію. В одній містилася кров з лівої частини тіла горгони, в іншій з правої. Вони могли відповідно або миттєво оживити мертву людину, або вбити живу. Іноді уточнюється, що Асклепій взяв собі цілющу піалу, а Афіна згубну. Дві краплі (також цілющу та згубну) Афіна дала Еріхтонію. Тінь Медузи потім зустрів у царстві мертвих Геракл, коли спускався туди за Цербером. Вона та Мелеагр були єдині з померлих, які не злякалися Геракла.

## Трактування образу
Як описував Павсаній, Медуза насправді була дочкою царя Форкія, що воював з Персеєм. Коли Персей убив Медузу, то поховав її голову під пагорбом на ринковій площі Аргоса. На міф про злягання Посейдона з Медузою подібний міф про те, як Посейдон зґвалтував Деметру, котра набула вигляду кобили; Деметра помстилася йому за це, породивши жеребця Арейона.
Джейн Еллен Гаррісон вважала, що Медуза первісно була богинею, а її жахливий вигляд призначений віднаджувати профанів від посягання на її таємниці. Роберт Грейвс стверджував, що у міфі про вбивство Персеєм Медузи відображено вторгнення еллінів до Греції й Малої Азії та знищенням ними місцевого культу богині Місяця на початку II тисячоліття до н. е. Напевне, жриці богині носили жахливі маски. На думку Грейвса, Пегаса теж слід розглядати як символ цієї богині, адже підкова має форму молодого Місяця, як і Хрісаора, чий меч нагадував місячний серп. Коли елліни захопили Грецію, то позбавили жриць права носити маски та відібрали в них священних коней. Ту саму за суттю історію оповідає і міф про вбивство Беллерофонтом Химери. Таку ж думку поділяв Джозеф Кемпбелл, який писав, що міф про Медузу — це спогад про «своєрідну соціологічну травму» внаслідок вторгнення еллінів у XIII ст. до н. е. Він припускав, що культ Медузи як богині Місяця сягає ще неоліту, або й мезоліту.
Зигмунд Фройд трактував образ Медузи як дитячий страх хлопчиків бути кастрованими. На його думку, бачачи жіночі геніталії (зокрема власної матері), хлопчики сприймали їхній вигляд як наслідок втрати чоловічих геніталій. Саме цей страх відобразився в міфі про обезголовлення горгони. А волосся, що оточує геніталії, описане в міфі як змії на голові страховиська. Бет Сілінг, вдаючись до розгляду архетипів у міфі, пропонувала, що «гріхом» Медузи було не добровільне злягання з Посейдоном, а її зґвалтування ним. Елізабет Джонстон стверджувала, що в міфі про покарання Афіною Медузи відображено звинувачення жертви у зґвалтуванні, а сама Медуза уособлює діяльне жіноцтво, в якому чоловіцтво вбачає загрозу.
Американська художниця Баффі Джонсон вбачала у Медузі «темний бік» Афіни, а разом вони складають єдину Велику богиню.
Медуза — це поширений символ агресивної жіночності. Згідно з дослідженням Мері Валентіс та Енн Девейн, в проведених ними опитуваннях багато жінок на прохання назвати як виглядає жіноча лють, називали Медузу, навіть якщо не пам'ятали деталей міфу. Стівен Вілк писав, що люта Медуза — це захисниця жіночих таємниць.

## Медуза у військовій справі
6 червня 2023 року, групою археологів на розкопках у форті Віндоланд на Валу Адріана (Велика Британія) було знайдено 1800-річну срібну військову медаль із зображенням вкритої змією голови Медузи. Срібна фалера (військова нагорода) була знайдена в підлозі барака, що датований адріановим періодом окупації. Фалера із зображенням Медузи була нагородою за «доблесть у бою», військові прикріплювали їх до ременів і носили під час місцевих парадів. Знайдений рідкісний артефакт зараз проходить консервацію в лабораторії Віндоланда та стане частиною виставки знахідок з цього місця у 2024 році.

## Медуза в культурі

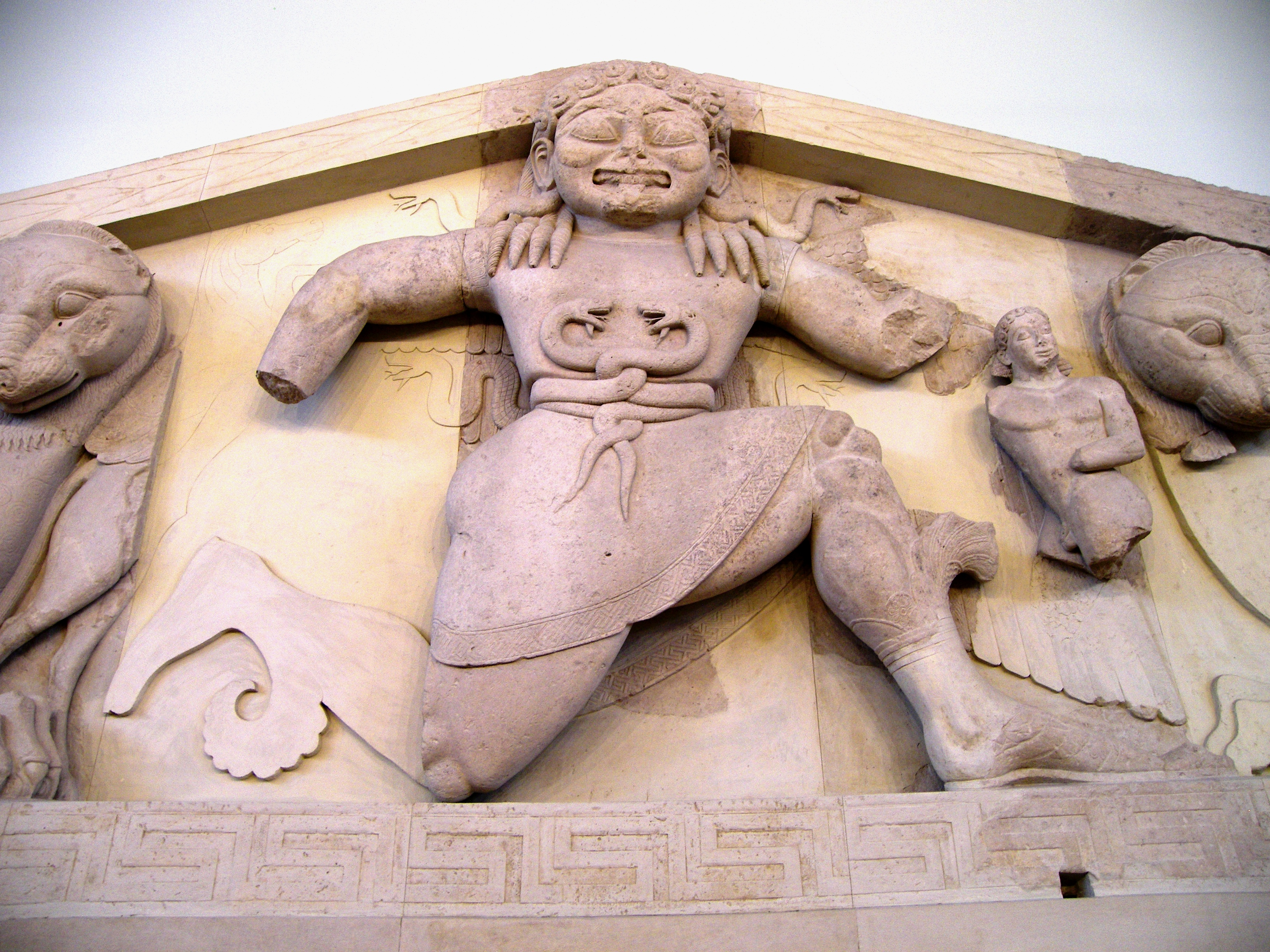
Архаїчна Горгона з фронтону Храму Артеміди в Керкірі, Археологічний музей Керкіри, біля 580 року до н. е.

Медуза часто зображалася на давньогрецьких вазах як жінка в короткому хітоні з відділеною головою або маскою (Горгонейоном).
На архаїчних давньогрецьких зображеннях крилата Медуза біжить з потворним обличчям, що нагадує свинячу морду з виряченими очима, широкою пащею, іклами та висолопленим язиком. Іноді зображалася також вусатою, бородатою та з проколотими вухами. Часто Медуза дивиться прямо на глядачів. Її вирізьблювали на могилах і саркофагах, щоб захистити поховання.
За класичної античності Медуза стала зображатися як приваблива жінка, а її образ став із демонічно-агресивного трагічним. Поширений сюжет, де Персей убиває сплячу Медузу. Вирізьблену голову Медузи поміщали на брамах, мурах, а також на амулетах і посуді — щоб відганяти хвороби. Ахіллес зображався зі щитом, прикрашеним головою Медузи. У знаменитій помпейській мозаїці обладунок царя прикрашений на грудях зображенням голови Горгони.
В епоху Відродження художники зображували голову Медузи, яку піднімає герой-тріумфатор Персей. Наприклад, саме така композиція у бронзової статуї Персея з головою Медузи Бенвенуто Челліні 1554 року. Голова Медузи також зображалася окремо, як на картині 1597 року «Медуза» Караваджо.
Після Французької революції Медуза використовувалася як популярна емблема якобінізму і уособлення «французької свободи» на противагу «англійській свободі» в подобі Афіни (чий щит мав голову Медузи). Для таких радикалів, як Персі Біші Шеллі, Медуза була «приниженою героїнею», жертвою тиранії.
Обличчя Медузи іноді зображається оточеним зміями, що формують кадуцей — жезл Гермеса та Асклекпія, який символізує Дерево життя. Кадуцей за сучасності слугує символом медицини.
Голова медузи стала емблемою дому Versace як символ небезпечної краси.
В рамках руху #metoo, зображення Медузи використовувалася як уособлення жертв зневажливого, звинувачувального ставлення до жінок, які зазнали зґвалтувань. Лучано Габраті в 2008 році створив скульптуру, що зображає Медузу з відрубаною головою Персея, що разом з копіями виставлялася в різних місцях США.